# Diecezja Dourados
Diecezja Dourados (łac. Dioecesis Auratopolitanus) – diecezja Kościoła rzymskokatolickiego w Brazylii. Należy do metropolii Campo Grande, wchodzi w skład regionu kościelnego Oeste 1. Została erygowana przez papieża Piusa XII bullą Inter gravissima w dniu 15 czerwca 1957.